# Pools Comité van Nationale Bevrijding

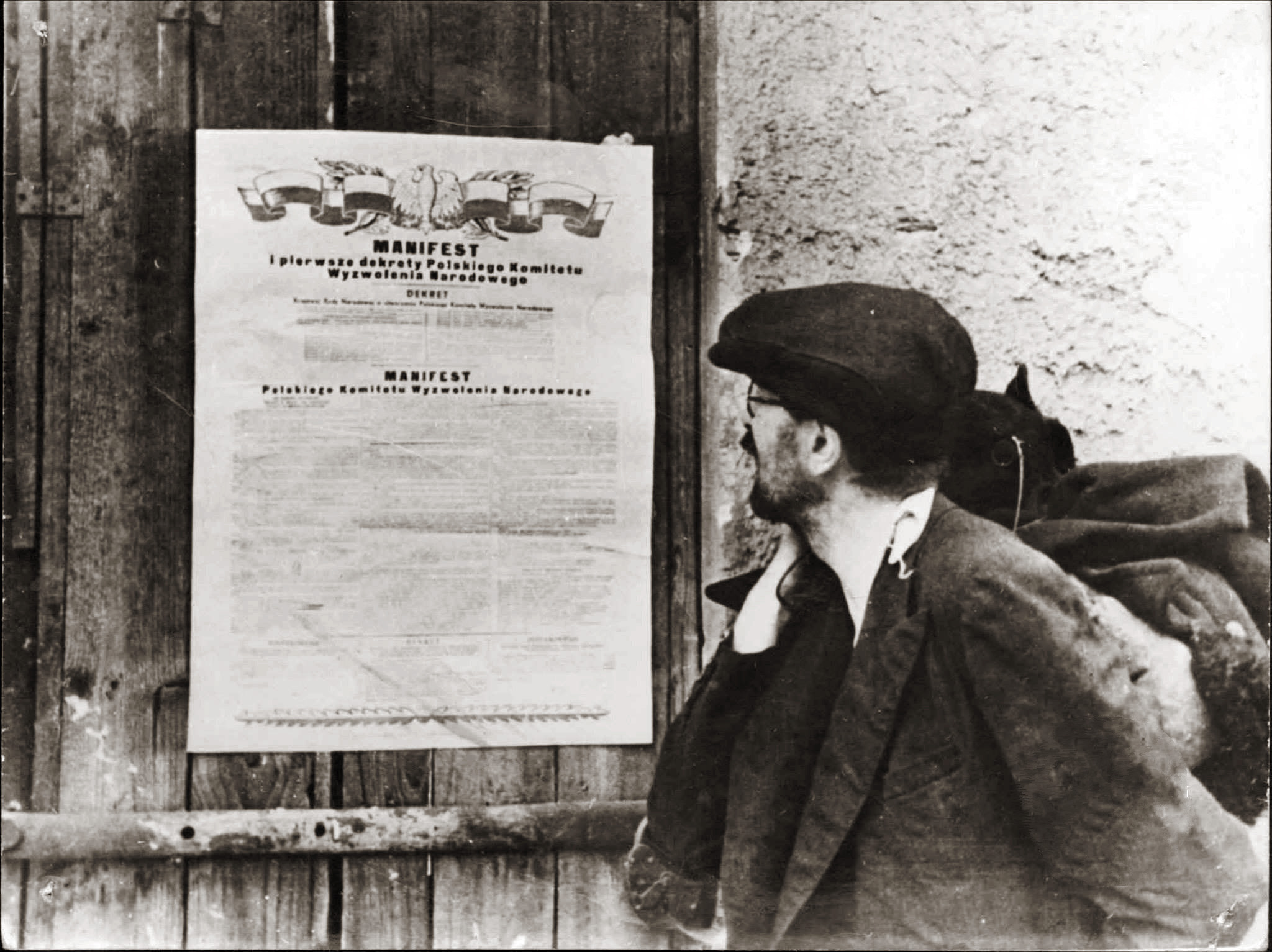
Foto uit 1944 van het manifest van de PKWN

Het Poolse Comité van Nationale Bevrijding (Polski Komitet Wyzwolenia Narodowego, PKWN), ook bekend als het Comité van Lublin werd op 21 juli 1944 opgericht als provisorische regering voor het deel van Polen dat door het Rode Leger op nazi-Duitsland was veroverd. Dit comité werd ondersteund en gestuurd door de Sovjet-Unie.

Het manifest van het Poolse Comité van Nationale Bevrijding

Op 22 juli 1944 publiceerde het comité zijn manifest waarin werd opgeroepen tot radicale sociale, politieke en economische hervormingen, tot het voortzetten van de strijd tegen nazi-Duitsland, het nationaliseren van de industrie en voor het verplaatsen van de westgrens naar de Oder. In het manifest verklaarde het comité dat zij de enige legitieme Poolse regering waren, waarmee de legitimiteit van de Poolse regering in ballingschap werd afgewezen.
Vanaf 1 augustus 1944 was het comité gevestigd in Lublin. Na de val van Warschau in januari 1945 vestigde het comité zich in de Poolse hoofdstad en ging verder als provisorische regering van Polen. De belangrijkste, niet-communistische, verzetsbeweging van Polen, de Armia Krajowa, werd door de Sovjet-Unie uitgeschakeld. De complete top werd gevangengenomen en naar Moskou afgevoerd, terwijl 50.000 verzetsstrijders in Goelag-kampen verdwenen.